# Pseudocyfelle

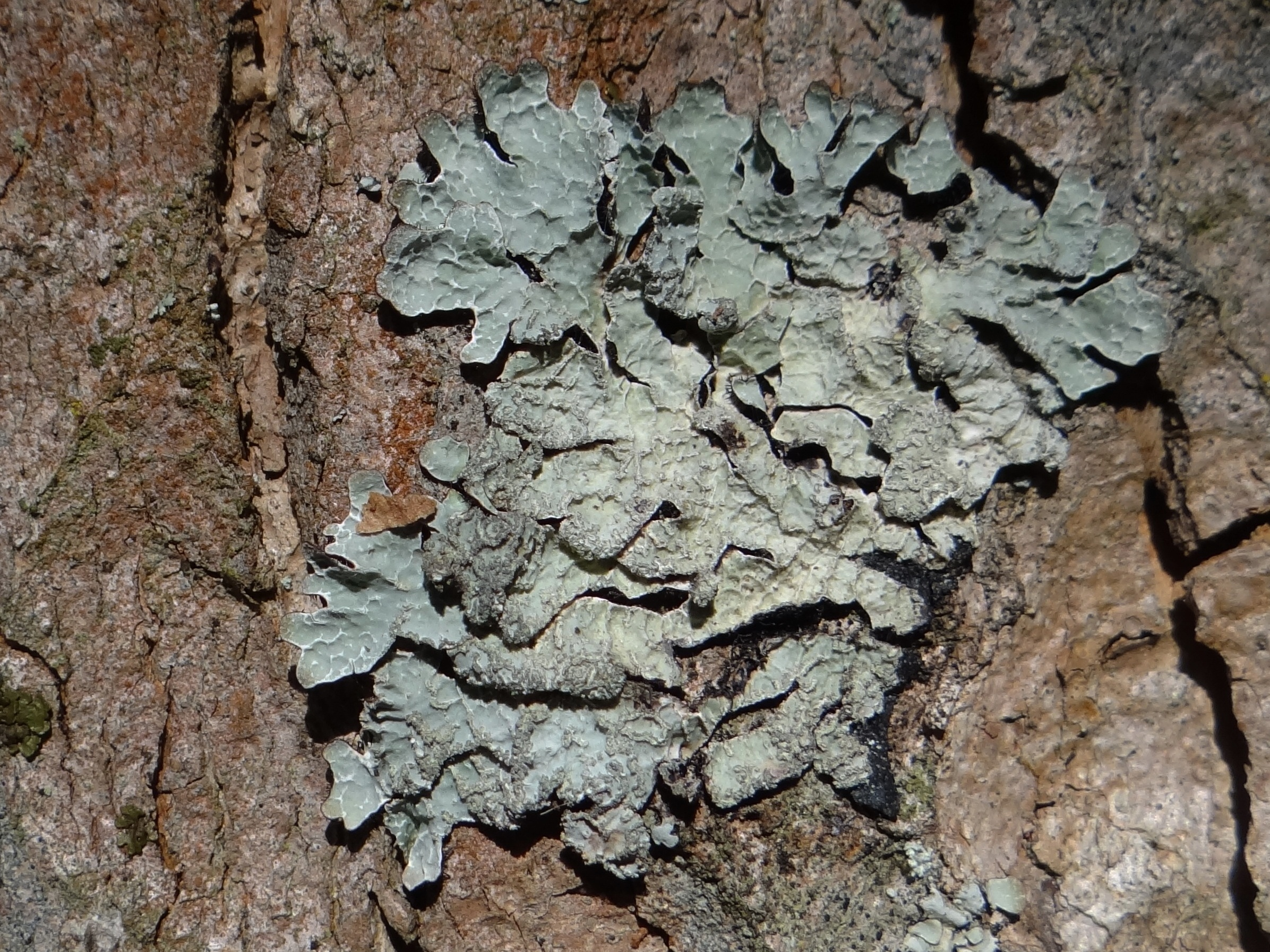
Pseudocyfelle na plesze tarczownicy bruzdkowanej

Pseudocyfelle – drobne pęknięcia lub rozluźnienia warstwy korowej plechy u porostów. Mają szerokość od ułamków milimetra do około 4 mm, przez te szersze często widoczny jest biały rdzeń plechy. Pseudocyfellle mogą być kropeczkowate, plamkowate lub rozgałęzione, często na powierzchni plechy tworzą siateczkowatą strukturę w postaci białawych linii.
Występowanie pseudocyfelli oraz ich morfologia mają znaczenie przy oznaczaniu niektórych gatunków porostów. znaczenie takie mają również cyfelle – bardzo drobne otworki na dolnej korze porostów.